# Scientology-Kirche
Die Scientology-Kirche (englisch Church of Scientology) ist die Eigenbezeichnung der größten religionsgemeinschaftlichen Organisation, die Lehren von Scientology vertritt. Die Church of Scientology International (CSI) bezeichnet sich selbst als „Mutterkirche von Scientology“ mit Sitz in Los Angeles. Ihr internationales Hauptquartier befindet sich in der Scientology Int. Base im kalifornischen San Jacinto.

## Name

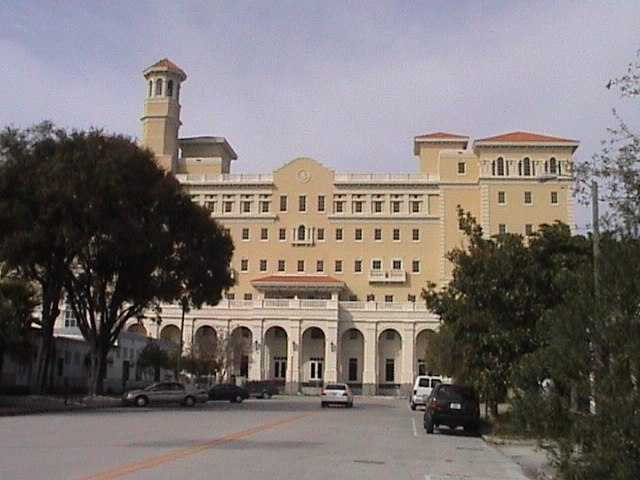
Die Hauptniederlassung der Church of Scientology in Clearwater, Florida

Die Scientology-Organisation bezeichnet sich als Kirche analog zu etablierten Religionsgemeinschaften. Mitglieder traditioneller und gesellschaftlich anerkannter Religionsgemeinschaften besonders christliche Kirchen, Kritiker und Gegner und Apostaten Scientologys und der Scientology-Organisation sowie staatliche Behörden vermeiden dagegen die Bezeichnung „Kirche“ und verwenden stattdessen Bezeichnungen wie „Wirtschaftsunternehmen“, „Psycho-Konzern“, „Sekte“, „Organisation“, „Verein“. Da das Führen der Bezeichnung Kirche in Deutschland weder rechtlich geschützt noch an besondere Voraussetzungen geknüpft ist, steht es jedem frei, die Scientology-Organisation als Kirche zu bezeichnen.
Der Begriff Scientology ist eine eingetragene Wortmarke unter anderem für Registrierkassen, Rechenmaschinen, Schmuckwaren, Druckereierzeugnisse, Schuhwaren, Kleidung, Erziehung, religiöse Beratung, Instrumente zur Messung des mentalen Zustandes beim Menschen und vieles mehr. Ebenso ist beispielsweise L. RON HUBBARD eine von zahlreichen Marken des Religious Technology Center Los Angeles.

## Gliederung
Der Hauptsitz der 1954 in Kalifornien gegründeten Church of Scientology ist in Los Angeles. Nach dem Tod L. Ron Hubbards im Jahr 1986 übernahm David Miscavige den Vorsitz. Derzeit ist Heber Jentzsch Präsident der Church of Scientology.
Die Church of Scientology ist durch kontinentale Dachorganisationen (für Europa in Kopenhagen) sowie durch Organisationen auf nationaler und subnationaler Ebene vertreten. Sie hatte im Jahr 2011 Niederlassungen in 28 europäischen Ländern: Belgien, Dänemark, Deutschland, Finnland, Frankreich, Griechenland, Irland, Italien, Lettland, Litauen, Mazedonien, Moldau, Niederlande, Norwegen, Österreich, Portugal, Rumänien, Russland, Schweden, Schweiz, Slowakei, Slowenien, Spanien, Tschechien, Ukraine, Ungarn, Vereinigtes Königreich und Belarus.
Niederlassungen (Missionen) der Scientology-Kirche in Deutschland, Österreich und der Schweiz sind als eingetragene Vereine organisiert. Die Vereine führen die Teilbezeichnung „Scientology-Kirche“ als Namensbestandteil und erheben Anspruch auf Gemeinnützigkeit, die ihnen in Deutschland, der Schweiz und Österreich (mit Ausnahme der Wiener Mission) bislang versagt geblieben ist. Im Jahr 2024 gab es in Deutschland 14, in der Schweiz elf und in Österreich drei Niederlassungen.

## Anhängerschaft
Scientology selbst macht keine Angaben über die Anzahl seiner Mitglieder. Frühere Verlautbarungen der Organisation, bis zu 10 Millionen Anhänger zu haben, sind Erkenntnissen des Verfassungsschutzes nach weit übertrieben gewesen. Im Jahr 2016 habe Scientology laut Landesamt für Verfassungsschutz Baden-Württemberg weniger als 100.000 Mitglieder gehabt.
In Deutschland hat Scientology gemäß Verfassungsschutzbericht des Bundes aus dem Jahr 2016 etwa 3.000 bis 4.000 Mitglieder. Regionale Schwerpunkte sind Bayern (ca. 1.200 Mitglieder), Baden-Württemberg (ca. 900 Mitglieder) und Hamburg.

## Nebenorganisationen

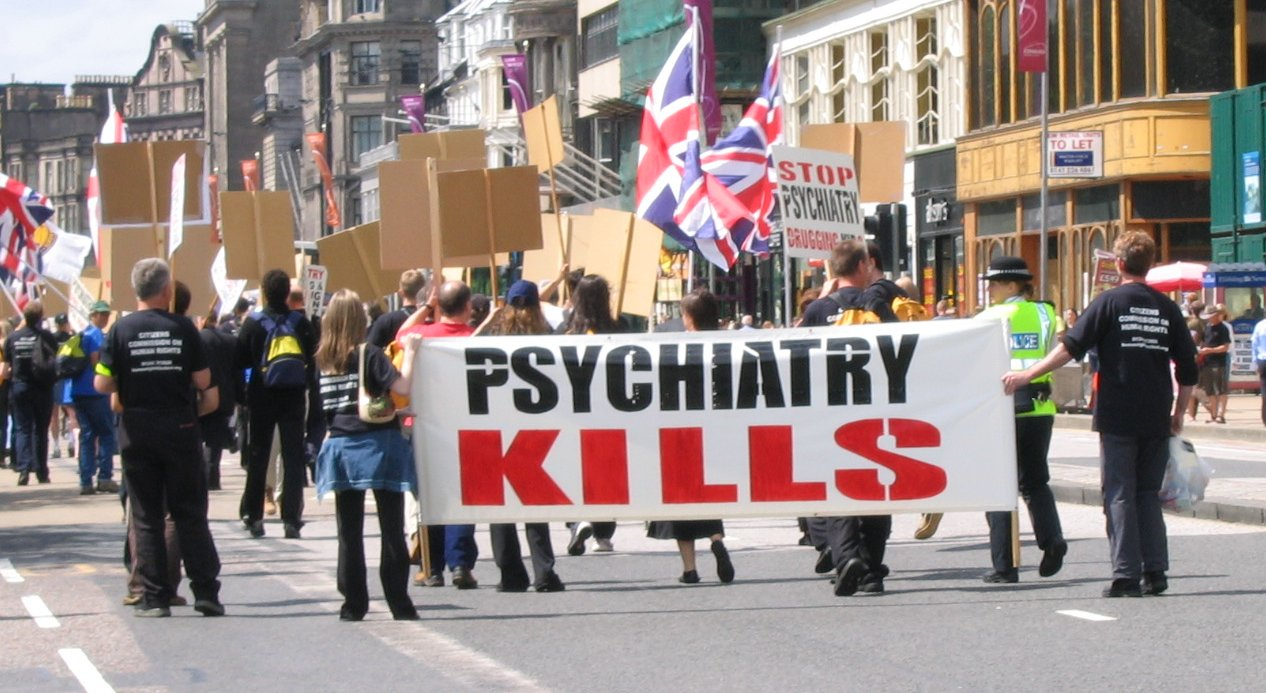
Anti-Psychiatrie-Demonstration von Scientology-Anhängern in Schottland 2005

Die Scientology-Kirche betreibt eine Reihe von Nebenorganisationen, die eine Verbreitung scientologischer Anschauungen und Methoden in der Gesundheits-, Gesellschafts- und Bildungspolitik zum Inhalt haben. Zu ihnen zählen:
- ZIEL (Zentrum für individuelles und effektives Lernen) und Applied Scholastics: richtet Scientology-Schulen ein (Schweiz) und gibt Nachhilfestunden in Study Tech, der speziellen Scientology-Studiertechnologie.[17]
- Narconon: führt Drogenrehabilitationszentren. Die Erfolgsstatistiken von Quellen innerhalb und außerhalb von Scientology sind extrem unterschiedlich.
- Criminon: soll Kriminellen bei der Resozialisierung helfen. Funktionäre von Criminon besuchen auch Gefängnisse.[18]
- CCHR (Kommission für Verstöße der Psychiatrie gegen Menschenrechte): bekämpft die Psychiatrie, die von Scientology als Erzfeind betrachtet wird.[19]
- WISE (World Institute of Scientology Enterprises): Vereinigung von Scientology-Unternehmern, befasst sich besonders mit Management-Beratungen und lizenziert die Verwendung der „L. Ron Hubbard Management Technologie“.[20]
- Sag NEIN zu Drogen, sag JA zum Leben.[21][22]
- Jugend für Menschenrechte.[23][22]
- Office of Special Affairs: Der Geheimdienst der Scientology
- Volunteer Ministers, internationale Hilfsorganisation

## Abspaltungen
Neben den Teilorganisationen der Scientology-Kirche gibt es eine von ihr unabhängige Gruppe so genannter Reformscientologen, die unter dem Namen Freie Zone auftreten.

## Status in verschiedenen Ländern

### Deutschland
Die Scientology-Kirche ist in Deutschland ein eingetragener Verein (e. V.) und keine Körperschaft des öffentlichen Rechts wie die christlichen Kirchen. Der erste Scientology-Verein in Deutschland wurde am 24. Juli 1954 gegründet. Der Verein Scientology-Freunde e. V. wurde beim Amtsgericht Charlottenburg ins Vereinsregister eingetragen und am 17. August 1966 aufgelöst. Der heutige Verein mit Sitz in München wurde am 15. Oktober 1970 gegründet. Hamburg entzog 1991 als erstes Bundesland die Rechtsfähigkeit als Verein.
Ob die Scientology-Kirche überhaupt eine Religionsgemeinschaft im rechtlichen Sinne darstellt, gilt in Deutschland als umstritten und ist von den deutschen Gerichten nicht abschließend geklärt. Strittig sind dabei zwei Punkte: erstens, ob die scientologischen Lehren als Glauben, Religion bzw. Weltanschauung einzuordnen sind, und zweitens, ob diese Lehren von der Organisation nur als Vorwand für ausschließlich wirtschaftliche oder machtpolitische Zielsetzungen benutzt werden; dies würde nach überwiegender Auffassung zum Ausschluss des Schutzes durch Artikel 4 des deutschen Grundgesetzes führen.
Der Bundesgerichtshof für Zivilsachen hat noch nicht explizit zu dieser Frage Stellung genommen, ist jedoch in einer Entscheidung aus dem Jahr 1980 implizit davon ausgegangen, dass es sich bei Scientology um eine Religions- bzw. Weltanschauungsgemeinschaft handele. Ausdrücklich für die Annahme einer Weltanschauungsgemeinschaft plädierte das Oberverwaltungsgericht Hamburg in einer Entscheidung aus dem Jahr 1994. Auch der Verwaltungsgerichtshof Mannheim sieht keine Anhaltspunkte dafür, dass die Scientology-Lehren nur als Vorwand für wirtschaftliche Tätigkeiten benutzt werden. Das Bundesarbeitsgericht vertrat 1995 die Auffassung, dass die Church of Scientology keine Religions- oder Weltanschauungsgemeinschaft im Sinne von Artikel 4 des deutschen Grundgesetzes sei, ließ diese Frage 2003 aber wieder offen. Das Bundesverwaltungsgericht gewährte im Jahr 2005 einer Scientologin ausdrücklich die Inanspruchnahme von Artikel 4, Abs. 1 des Grundgesetzes. Das Oberverwaltungsgericht Berlin-Brandenburg untersagte 2009 dem Berliner Bezirksamt Charlottenburg-Wilmersdorf, eine Litfaßsäule mit einem Warnplakat vor der Scientology-Zentrale in Berlin zu platzieren und wertete diese Maßnahme als einen Eingriff in die durch Art. 4 Abs. 1 GG geschützten Grundrechte der Glaubens- und Religionsfreiheit. Die Bundesregierung hat 2007 bekräftigt, dass sie Scientology nicht als Religions- bzw. Weltanschauungsgemeinschaft ansieht.
Auf Beschluss der Ständigen Konferenz der Innenminister und -senatoren wird die Scientology-Organisation in Deutschland seit 1997 vom Bundesamt für Verfassungsschutz und von einigen Landesämtern für Verfassungsschutz wegen Verdachts auf „Bestrebungen gegen die freiheitliche demokratische Grundordnung“ beobachtet. Eine Klage gegen diese Beobachtung wurde 2004 in erster Instanz abgewiesen, weil unter anderem „tatsächliche Anhaltspunkte dafür vor[lägen], dass die Kläger ernsthaft (aa) Bestrebungen verfolgen, die darauf gerichtet sind, die im Grundgesetz konkretisierten Menschenrechte (bb) und das Recht des Volkes, die Staatsgewalt in allgemeiner und gleicher Wahl zu wählen (cc), zu beseitigen oder außer Geltung zu setzen.“ Im Saarland wurde 2005 einer ähnlichen Klage in zweiter Instanz stattgegeben, weil die mehr als siebenjährige Beobachtung in einem Bundesland ohne Einrichtungen der Organisation und mit weniger als 20 aktiven Mitgliedern keine die Fortsetzung dieser Beobachtung rechtfertigenden Ergebnisse erbracht habe, und deshalb unter dem Grundsatz der Verhältnismäßigkeit unverzüglich einzustellen sei. In Berlin wurde die Beobachtung eingestellt, nachdem dem Land 2001 gerichtlich verboten wurde, Scientology mit V-Leuten zu beobachten. Eine Klage gegen die Beobachtung wurde 2003 aus formalen Gründen abgewiesen.
Laut dem Landesamt für Verfassungsschutz Baden-Württemberg unterhalte die Scientology-Organisation ein Netzwerk, das „der Diffamierung von Gegnern und Kritikern, deren Aufklärung mit nachrichtendienstlichen Mitteln und der Beseitigung jeglichen Widerstands gegen die Expansion der Organisation“ diene.
1986 hat die Münchener Staatsanwaltschaft in einer Verfügung festgestellt, dass Scientology zur Abwehr ihrer inneren und äußeren Gegner auch geheimdienstliche Methoden anwende, im Grenzbereich zur Illegalität operiere und gegebenenfalls auch nicht vor kriminellen Aktionen zurückschrecke.
Die Scientology-Kirche spricht in diesem Zusammenhang von einer massiven Verfolgung und Diskriminierung von Scientology-Anhängern in Deutschland, die in Widerspruch zum Menschenrecht auf Religionsfreiheit stehe. Der vom amerikanischen Außenministerium 2010 veröffentlichte Bericht zur Religionsfreiheit äußert „weiterhin Bedenken“ hinsichtlich der Behandlung durch Bund und Länder.

### Österreich
In Österreich ist die Anerkennung als Religionsgemeinschaft vorrangig für das Abgabenrecht, das gemeinnützige, mildtätige und kirchliche Einrichtungen begünstigt, von Belang. Hierzu hat der österreichische Verwaltungsgerichtshof 1987 erkannt: „Der Verein ‚Scientology-Kirche‘ kann die für gemeinnützige Körperschaften vorgesehenen steuerlichen Begünstigungen nicht beanspruchen (§ 34 BAO). Der Verein ist an einem Leistungsaustausch interessiert. Er bietet gegen Entgelt Mitgliedschaftsstufen verschiedener Grade, Kurse und Seminare verschiedener Höhe sowie das Auditing an. Die Frage der Mitgliedschaft tritt zwangsläufig in den Hintergrund, weil jeder, der sich der entgeltlichen Dienste des Beschwerdeführers bedient, Mitglied des Beschwerdeführers wird. Gefördert wird in erster Linie, wer die entgeltlichen Dienste des Beschwerdeführers in Anspruch nimmt.“ Auch die Praxis einzelner Betriebe, Kurs- und Seminarausgaben an Scientology-Firmen als Betriebsausgaben anzurechnen, wurde für unzulässig erkannt.
Im Jahr 2002 erkannten die österreichischen Steuerbehörden allerdings den gemeinnützigen Charakter der Scientology-Kirche in Wien an und erteilten ihr eine entsprechende Steuerbefreiung.
In Österreich dürfte es laut Angaben von Wilfried Handl ca. 500 aktive Mitglieder der Scientology Kirche Österreich geben, während Pressesprecherin Angelika Thonauer von 5000 bis 7000 Mitgliedern spricht.

#### Mail Leak 2012
AnonAustria gab im Juni 2012 bekannt, den gesamten Mailverkehr der Jahre 2010 und 2011 der Scientology Kirche Österreich erbeutet zu haben. In einer Stellungnahme übt die Scientology Kirche Österreich schwere Kritik an österreichischen Medien, dass diese durch Berichte über den Diebstahl Datenschutzverletzungen Vorschub geleistet hätten. Der ehemalige Chef und nunmehr scharfe Kritiker der Scientology Kirche Österreich Wilfried Handl gab am 17. Juli bekannt, dass er eine Strafandrohung von 10.000 € von der Kirche bekommen hatte, weil er eine geleakte Mail auf seinem Blog veröffentlicht hatte. Nachdem Handl sich weigerte, eine Erklärung zu unterzeichnen, keine weiteren Mails mehr zu veröffentlichen, brachte die Scientology Kirche Österreich eine Klage samt einstweiliger Verfügung ein. In diesem Zusammenhang wurde auch bekannt, dass angeblich ein Arzt angehalten wurde, Daten von Patienten an die Scientology Kirche Österreich zu übermitteln.

### Russland
In Russland, wo die Organisation seit 1994 aktiv ist, wurde der anfangs verliehene Status als staatlich anerkannte Religionsgemeinschaft im Jahr 1997 auf Grund neuer Gesetze aufgehoben. Eine Wiedererlangung des Status gelang der Organisation daraufhin nicht mehr. Der Europäische Gerichtshof für Menschenrechte beurteilte diese Praxis der russischen Behörden als eine Verletzung des Artikels 11 (Versammlungs- und Vereinigungsfreiheit) in Verbindung mit Artikel 9 (Gedanken-, Gewissens- und Religionsfreiheit) der Europäischen Menschenrechtskonvention und verurteilte Russland zu einer Zahlung von 25.000 EUR Schadens- und Kostenersatz.

### Vereinigte Staaten von Amerika
Das US-Außenministerium charakterisiert die Church of Scientology als religiöse Minderheit. Zahlreiche Körperschaften der Church of Scientology wurden 1993 nach jahrelangen Gerichtsprozessen von der US-Steuerbehörde als Religionsgemeinschaften anerkannt und haben damit eine Steuerbefreiung erlangt. RTC (Religious Technology Centre) sowie WISE (World Institute of Scientology Enterprises) sind davon ausgenommen.

### Sonstige Länder
Frankreich, Belgien, Luxemburg, Irland, Israel und Mexiko versagen den dort ansässigen Ablegern der Church of Scientology eine mit dem Status einer anerkannten Religionsgemeinschaft einhergehende Steuerbefreiung.
In Spanien wurde die Scientology-Kirche 2007 offiziell als Religionsgemeinschaft anerkannt. Eine solche Anerkennung liegt außerdem auch in Argentinien, Schweden, Portugal, Italien, Slowenien, Kroatien, Taiwan und Ungarn vor. In Großbritannien ist Scientology derzeit keine offiziell anerkannte Religion, hat aber seit 2000 den Status einer „Not-for-profit“-Organisation und ist als solche von der staatlichen Mehrwertsteuer befreit. In Australien wurde der Religionscharakter von Scientology 1983 vom High Court of Australia bestätigt; in Neuseeland wurde die Scientology-Kirche 2002 als gemeinnützig anerkannt.

## Kritik
Die Scientology-Kirche wird von Gegnern als „profitorientiertes, mit zweifelhaften Methoden arbeitendes Unternehmen“ oder als politische Organisation aufgefasst.

### Verschuldung von Mitgliedern
Einige Aussteiger berichten, dass viele Mitglieder sich hoch verschuldet hätten, um die immer teurer werdenden Kurse zu bezahlen. Vertreter von Scientology verweisen darauf, dass unzufriedene Mitglieder ihre Beiträge innerhalb von drei Monaten zurückfordern könnten. Nicht in Anspruch genommene Spendenbeiträge – mit Ausnahme der verpflichtenden Mitgliedsbeiträge – könnten ohne zeitliche Limitierung zurückgefordert werden. Eine solche Rückforderung betreffe jedoch nur die zuletzt getätigte Zahlung und habe überdies den Ausschluss aus der Scientology-Gemeinschaft zur Folge. Kritiker verweisen außerdem auf die komplizierte Praxis der Rückzahlungsabwicklung: So waren auf einem Rückzahlungsantrag von 1978 insgesamt 27 Schritte zu finden. Das Amtsgericht München bewertete dies im Jahr 1999 als eine Reihe von Erschwernissen. Die Rückzahlung nicht in Anspruch genommener Vorauszahlungen gelinge teilweise nur auf gerichtlichem Wege.
Raik Werner beschreibt einen repräsentativen Fall, in dem ein Scientologe in zwanzig Jahren 200.000 DM an die Organisation gezahlt hat – im Schnitt also etwa 425 € pro Monat.
Unter anderem wegen obengenannter Praktiken wurde die Scientology-Kirche in Frankreich wegen Betrugs verurteilt.

### Umgang mit Gegnern
Gegner der Organisation werden als „unterdrückerische Personen“ bezeichnet und laufen Gefahr, mit Gerichtsprozessen eingedeckt zu werden. Dieses Vorgehen wurde von L. Ron Hubbard in der sog. „Fair Game Policy“ festgelegt. Dabei spiele es keine Rolle, ob die Klagen Aussicht auf Erfolg haben, sondern „Zweck des Gerichtsverfahrens ist es eher, zu belästigen und zu entmutigen, als zu gewinnen“. Kritiker bzw. Gegner werden von Scientology regelmäßig mit rechtlichen und anderen Mitteln bekämpft. Bekannte Beispiele hierfür sind die Kampagnen gegen die Autorin und bekannte Scientology-Kritikerin Paulette Cooper sowie gegen den Reporter John Sweeney vor der Ausstrahlung seiner BBC-Panorama-Reportage Scientology and me.

### Geheimdienstliche Operationen
Der Scientology-Kirche wird vorgeworfen, einen privaten Geheimdienst unter dem Namen Office of Special Affairs (OSA) zu betreiben. In den USA und Kanada wurden hochrangige Scientologen, darunter die Ehefrau des Gründers, wegen Infiltration von Regierungsbehörden verurteilt (siehe Hauptartikel: Operation Snow White).

### Anwerbung von Mitgliedern auf Dating-Portalen
Die Welt am Sonntag berichtete am 28. Juli 2019, dass Scientology versuche, über Dating-Plattformen Mitglieder zu werben. Der Verfassungsschutz in Hamburg erklärte dazu, dass „diese verdeckte Masche der Mitgliedergewinnung“ der Taktik von Scientology entspräche. Die ehemalige Leiterin der Hamburger Arbeitsgruppe Scientology, Ursula Caberta, sagte dazu, dass sich bei ihr immer wieder Personen gemeldet haben, die über Partnervermittlungen an Scientology geraten sind. Scientology habe nach Insiderberichten auch eine eigene Dating-Plattform namens FreeSpiritSingles aufgebaut, in deren Impressum auf das von L. Ron Hubbard verfasste Buch The Way to Happiness verwiesen wird. Nach Angaben von Verfassungsschützern handle es sich dabei um eine Tarnorganisation von Scientology. Der bekannte Scientology-Aussteiger Mike Rinder veröffentlichte im Februar 2018 auf seinem Blog Werbe-E-Mails für die Plattform, die ihm von Nutzern zugesendet worden seien.